# Fall River (Massachusetts)
Fall River je město v okresu Bristol County ve státě Massachusetts ve Spojených státech amerických. Je o desáté nejlidnatější město v Massachusetts. Leží na pobřeží zátoky Mount Hope Bay. Na jihu sousedí s městem Tiverton v Rhode Islandu, na východě od Fall River se pak nachází přístavní město New Bedford. 
K roku 2020 zde žilo 94 000 obyvatel. S celkovou rozlohou 104 km² byla hustota zalidnění 1 096 obyvatel na km². Během 19. století bylo město jedním z nevýznamnějších v oblasti textilního průmyslu. Městem protéká řeka Quequechan. 